# Honda Motor Football Club 1978
Questa voce raccoglie le informazioni riguardanti l'Honda Motor Football Club nelle competizioni ufficiali della stagione 1978.

## Stagione
Pur dominando la stagione regolare della Japan Soccer League Division 2 tramite un primo posto ottenuto con largo anticipo sulla conclusione del torneo, l'Honda Motor non ottenne la promozione in massima divisione a causa di una sconfitta nel playoff di andata contro il Furukawa Electric. In coppa di Lega perse contro il Fujita Kogyo dopo essere giunto secondo nel girone preliminare grazie a una miglior differenza reti, mentre in Coppa dell'Imperatore la squadra fu eliminata dal Furukawa Electric dopo aver passato il primo turno contro gli studenti dell'università Kokushikan.

## Rosa
| N. |                     | Ruolo | Calciatore          |
| -- | ------------------- | ----- | ------------------- |
|    | Giappone (bandiera) | P     | Yoshiteru Shiroyama |
|    | Giappone (bandiera) | P     | Yukio Saito         |
|    | Giappone (bandiera) | D     | Masaaki Gondai      |
|    | Giappone (bandiera) | D     | Makoto Yamamoto     |
|    | Giappone (bandiera) | C     | Shiro Higuchi       |
|    | Giappone (bandiera) | C     | Naoji Itō           |
|    | Giappone (bandiera) | C     | Hiroyuki Sanpei     |
|    | Giappone (bandiera) | A     | Kojiro Enoki        |
|    | Giappone (bandiera) | A     | Tsukasa Seki        |
|    | Giappone (bandiera) | A     | Miyoshi Akiyama     |
|    | Giappone (bandiera) |       | Shin Kanehiro       |
|    | Giappone (bandiera) |       | Shigeru Kimura      |

| N. |                     | Ruolo | Calciatore         |
| -- | ------------------- | ----- | ------------------ |
|    | Giappone (bandiera) |       | Katsuyoshi Kinpara |
|    | Giappone (bandiera) |       | Mamoru Konishi     |
|    | Giappone (bandiera) |       | Koichi Ishihara    |
|    | Giappone (bandiera) |       | Takashi Ishii      |
|    | Giappone (bandiera) |       | Futoshi Matsuoka   |
|    | Giappone (bandiera) |       | Shigeru Miyazawa   |
|    | Giappone (bandiera) |       | Nobuhiko Ochihai   |
|    | Giappone (bandiera) |       | Teruyoshi Ogawa    |
|    | Giappone (bandiera) |       | Takashi Osawa      |
|    | Giappone (bandiera) |       | Toshinobu Shibuya  |
|    | Giappone (bandiera) |       | Mitusunaga Shitara |
|    | Giappone (bandiera) |       | Kazuhiro Tanigawa  |

## Statistiche

### Statistiche di squadra
| Competizione          | Punti | Totale | Totale | Totale | Totale | Totale | Totale | DR  |
| Competizione          | Punti | G      | V      | N      | P      | Gf     | Gs     | DR  |
| --------------------- | ----- | ------ | ------ | ------ | ------ | ------ | ------ | --- |
| JSL Division 1        | 57    | 18     | 14     | 0      | 4      | 39     | 9      | +30 |
| JSL Cup               | -     | 5      | 2      | 0      | 3      | 12     | 6      | +6  |
| Coppa dell'Imperatore | -     | 2      | 1      | 0      | 1      | 2      | 4      | -2  |
| Totale                | -     | 25     | 17     | 0      | 8      | 53     | 19     | +34 |